# Scleroglossum koealagoguambaense
Scleroglossum koealagoguambaense är en stensöteväxtart som beskrevs av Baum.-bod. Scleroglossum koealagoguambaense ingår i släktet Scleroglossum och familjen Polypodiaceae. Inga underarter finns listade.